# Tribolonotus brongersmai
Espèce
Statut de conservation UICN

 DD  : Données insuffisantes
Tribolonotus brongersmai est une espèce de sauriens de la famille des Scincidae.

## Répartition
Cette espèce est endémique de l'archipel Bismarck en Papouasie-Nouvelle-Guinée.

## Étymologie
Cette espèce est nommée en l'honneur de Leo Daniël Brongersma.

## Publication originale
- Cogger, 1973 "1972" : A new scincid lizard of the genus Tribolonotus from Manus Island, New Guinea. Zoologische Mededelingen Leiden, vol. 47, p. 202-210 (texte intégral).